# 達利歐·馬里安利
達利歐·馬里安利（義大利語：Dario Marianelli，1963年6月21日—）是一名義大利電影配樂師與作曲家，出生於比薩，曾為和《傲慢與偏見》配樂。曾以《傲慢與偏見》配樂獲得奧斯卡最佳原創配樂獎提名，不久再次以《贖罪》的配樂獲得奧斯卡最佳原創配樂獎獎項。

## 電影配樂
- 《耶誕男孩》（2021）
- 《秘密花園》（2020）
- 《匹诺曹》（2019）
- 《大黄蜂》（2018）
- 《柏靈頓熊熊出任務》（2017）
- 《至暗時刻》（2017）
- 《阿里与尼诺（英语：Ali and Nino (film)）》（2016）
- 《魔弦傳說（2016）
- 《聖母峰》（2015）
- 《潘恩：航向夢幻島》 (2015)
- 《拳力突襲》 (2015)
- 《安娜卡列尼娜》(2012)
- 《再單身遊記》（Eat Pray Love）
- 《心靈獨奏》 (The Soloist 2008)
- 《勇敢復仇人》 (The Brave One 2007)
- 《Far North》 (2007)
- 《贖罪》 (Atonement 2007)
-  (2006)
- 《V怪客》 (2005)
-  (2005)
- 《Sauf le respect que je vous dois》 (2005)
- 《傲慢與偏見》 (Pride and Prejudice 2005)
-  (2005)
- 《神鬼剋星》 (Brothers Grimm 2005)
- 《Passer By》 (2004)(TV)
- 《Cheeky》 (2003)
- 《The Bypass》 (2003)
- 《September》 (2003)
- 《This Little Life》 (2003)(TV)
- 《我的祕密城堡》 (2003)
- 《In This World》 (2002)
- 《Blood Strangers》 (2002)(TV)
- 《The Visitor》 (2002)
- 《The Warrior》 (2001)
- 《Pandaemonium》 (2000)
- 《Being Considered》 (2000)
- 《Southpaw: The Francis Barrett Story》 (1999)
- 《The Funeral of the Last Gypsy King》 (1999)
- 《Preserve》 (1999)(TV)
- 《I Went Down》 (1997)
- 《The Sheep Thief》 (1997)
- 《Ailsa》 (1994)
- 《Models Required》 (1994)

## 外部連結
- 達利歐·馬里安利在互联网电影资料库（IMDb）上的資料（英文）
- 達利歐·馬里安利在豆瓣上的资料（简体中文）